# Таємниця абатства Келс
«Таємниця абатства Келс» (англ. The Secret of Kells, робоча назва англ. Brendan and the Secret of Kells) — повнометражний кольоровий анімаційний фільм 2009 року, створений ірландською компанією Cartoon Saloon. Фільм присвячений подіям середньовічної історії Ірландії. У центрі сюжету — пригоди хлопчика-ченця Брендана, а також історія порятунку і завершення Келлської книги на початку IX століття.
Спільне виробництво Ірландії (Cartoon Saloon), Франції (Les Armateurs, France 2 Cinéma) і Бельгії (Vivi Film). Знятий режисерами-дебютантами Томмі Муром і Норою Твомі. Поєднує техніки мальованої та комп'ютерної мультиплікації.
Фільм завоював ряд призів на фестивалях і навіть номінувався на «Оскар» 2009 року, проте вийшов на екрани в декількох країнах в основному в обмеженому прокаті.

## Сюжет
Ірландія, початок IX століття. 12-річний Брендан мешкає в Келлському монастирі, настоятель якого — його дядько Келлах. Дядько забороняє Брендану виходити за межі монастиря, оточеного таємничим лісом; до того ж абат Келлах стурбований звістками про постійні набіги норманів і присвячує весь свій час будівництву високої монастирської стіни.
Одного разу Брендан чує розмову ченців про монастир на острові Іони, його засновника  Св. Колумбу і майстра Ейдана, найкращого ілюстратора книг. Він мріє познайомитися з цим майстром, і незабаром його мрія збувається: сам Ейдан зі своїм котом на ім'я Пангур Бан прибуває в монастир. Нормани захопили острів Іона і зруйнували монастир, але Ейдану вдалося врятувати головний скарб — Книгу, ілюстровану так прекрасно, що від її сторінок виходить світло, від якого сліпнуть біси. Книга не закінчена.
Бачачи інтерес Брендана, Ейдан дає хлопчикові завдання принести з лісу чорнильних горішків. Уперше не послухавшись дядька, Брендан у супроводі кота Пангура Бана, який стає його постійним супутником, пробирається в ліс, де на нього нападають вовки. Однак вони розступаються, коли приходить дівчинка Ешлінг — лісова фея з Туата Де Дананн: вона живе в лісі одна, може пересуватися швидко, не торкаючись землі, і їй коряться лісові звірі (сама вона іноді приймає подобу білої вовчиці). Брендан і Ешлінг стають друзями, вони збирають чорнильні горішки й гуляють по лісу, де Брендан також бачить вхід у темну печеру — однак Ешлінг каже, що там живе злий дух Кром Круах, який убив її батьків, і заходити туди смертельно небезпечно.
Ейдан виготовляє фарби й починає вчити Брендана малювати. Бачачи його успіхи, майстер зізнається, що завершити Книгу доведеться Брендану — сам Ейдан уже старий, його очі й руки не такі, як раніше. Але при всьому таланті Брендана для завершального малюнка йому необхідний чарівний кристал. Такий кристал був у святого Колумби, та коли Ейдан тікав з монастиря на острові Іони, він був втрачений і розбитий норманами. Інший кристал можна добути тільки у Кром Круаха. Брендан сміливо йде в лісову печеру, де вступає в бій зі змієподібним чудовиськом і вириває у нього око-кристал.
Абат Келлах дуже незадоволений повторним непослухом Брендана і замикає його у вежі. Тим часом до монастиря наближаються нормани, жителі навколишніх сіл збираються в монастирських стінах. Пангур йде в ліс і кличе Ешлінг, яка прилітає в монастир і за допомогою Пангур Бана випускає Брендана; хлопчик продовжує заняття з Ейданом у скрипторії. Але нормани починають штурмувати замок і розбивають ворота, вбиваючи всіх, кому не вдалося сховатися в центральній вежі. Келлах важко поранений, а Ейдану з Бренданом вдається втекти. У лісі вони натикаються на норманів, але тих загризають вовки.
Минають роки. У вигнанні Брендан і Ейдан завершують книгу і проповідують по ній Святе Письмо. Дорослий Брендан йде через ліс у Келлський монастир, по дорозі він бачить білу вовчицю. Дядько Келлах живий, але весь цей час картав себе за те, що був жорстокий з Бренданом. І ось Брендан приходить, вони разом дивляться Келлську книгу і щасливі, що Книга завершена і перебуває у безпеці.

## Персонажі й актори озвучування
- Еван МакГуайр — Брендан / Brendan
- Майкл МакГрат — дорослий Брендан
- Крістен Муні — Ешлінг / Aisling
- Брендан Глісон — абат Келлах / Abbot Cellach
- Мік Леллі — Ейдан / Aidan
- Ліам Хурікан — чернець Танг / Tang, Леонардо / Leonardo
- Пол Тілак — чернець Ассу / Assoua
- Пол Янг — чернець Сквер / Square

## Знімальна група
- Режисери: Томм Мур, Нора Твомі
- Сценарій: Томм Мур, Фабріс Жолковський
- Композитор: Брюно Куле
- Продюсери: Томм Мур, Дідьє Брюнне, Вівіан Ванфлетерен, Пол Янг
- Художник-постановник: Росс Стюарт
- Спецефекти: Джеремі Перселл

## Саундтрек
Звукова доріжка написана Брюно Куле. Використана також музика ірландської групи Kíla.
Список треків:
1. Opening Brendan (1:04)
2. Brendan and the secret of Kells (1:22)
3. The Goose and the Abbot (2:44)
4. Aisling Song (2:35) — виконує Крістен Муні
5. The mist doors (3:05)
6. Vikings (1:36)
7. The Chi'Rho Page (2:13)
8. In the forest (3:12)
9. Brother Aidan (2:07)
10. Brendan and Abbot (2:14)
11. What are you doing in my forest (2:03)
12. The eye (1:48)
13. The monks (2:48)
14. Build up to the attack (3:59)
15. The story of Colmicille (2:07)
16. During the attack (2:26)
17. Kells destroyed (3:27)
18. The book of Iona (1:30)
19. The book of Kells (4:57)
20. Epicy (2:50) — виконує група Kíla (Rossa Ó'Snodaigh)
21. Cardinal knowledge (2:37)

## Вихід на екрани
Перший показ фільму відбувся 30 січня 2009 року на фестивалі у Жерармері. У 2009 році фільм був також показаний на Берлінському кінофестивалі, на кінофестивалях в Буенос-Айресі, Стамбулі, Единбурзі, Мельбурні, Копенгагені, Варшаві. Прем'єра в прокаті у Франції та Бельгії відбулася 11 лютого, в Ірландії — 3 березня 2009 року.
У 2010 році випускався в обмежений прокат у США та Великій Британії. На початку 2011 вийшов в обмежений прокат у Росії (Москва).

## Нагороди та номінації

### Нагороди
- 2008 — Нагорода Гільдії режисерів Ірландії.
- 2009 — Приз глядацьких симпатій Міжнародного фестивалю анімаційних фільмів в Ансі.
- 2009 — Приз глядацьких симпатій міжнародний кінофестиваль в Единбурзі.
- 2009 — «Нагорода Роя Е. Діснея» на кінофестивалі в Сіетлі.
- 2009 — Гран-прі Міжнародного фестивалю анімаційних фільмів в Сеулі.[3]
- 2009 — Приз глядацьких симпатій і «Кечкеметський міський приз» Фестивалю анімаційних фільмів в Кечкеметі.[4]
- 2010 — Найкращий анімаційний фільм Ірландської премії кіно і телебачення.[5]
- 2010 — Найкращий європейський повнометражний фільм Британської анімаційної премії.[6]

### Номінації
- 2009 — Гран-прі Міжнародного фестивалю анімаційних фільмів в Ансі.
- 2009 — Найкращий анімаційний фільм Премії Європейської кіноакадемії.
- 2009 — Найкращий анімаційний фільм Премії Енні.
- 2010 — Найкращий фільм Ірландської премії кіно і телебачення.
- 2010 — Найкращий повнометражний анімаційний Премії Оскар.

## Історичні алюзії
- Деякі з малюнків у фільмі безпосередньо співвідносяться з зображеннями реальної Келлської книги: так, форми дерев у сцені, коли Брендан вперше входить до лісу, нагадують форми колон і арок на одній зі сторінок рукопису (Eusebian Canons, Folio 5R)[7].
- Ім'я кота Ейдана (Пангур Бан) взято з давньоірландського вірша VIII століття, написаного ченцем і присвяченого його коту[8]. Під час фінальних титрів звучить текст цього вірша.
- Ім'я «лісової феї» Ешлінг (Aisling) дослівно означає «уява» і відсилає до назви ірландського поетичного жанру «ешлінг», що описує видіння ліричного героя, в яких перед ним постає прекрасна жінка[9].
- Можливо, під образом головного героя мався на увазі св. Брендан Клонтферський, сучасник св. Колумби.